# 複合文化融合園區站
複合文化融合園區站（：／ Bokhap Munhwa Yunghap Danji yeok */?）是議政府輕軌的終點車站，位於韓國京畿道議政府市高山洞，與輕軌車輛基地連結。

## 車站構造
站體為1面1線單邊側式月台的地面車站，不設月台門。

### 月台配置
| 塔石 ↑   |
| \|       |
| 起終點站 |

| 月台 | 路線          | 目的地                                   |
| ---- | ------------- | ---------------------------------------- |
| 上行 | ●議政府輕電鐵 | 昆弟、議政府中央、輕電鐵議政府、鉢谷方向 |

## 歷史
- 2021年10月30日：落成啟用。

## 車站周邊
- 芙蓉川
- 松山車輛基地（朝鲜语：송산차량사업소 (의정부)）

## 相鄰車站
議政府輕軌交通
●議政府輕電鐵
塔石（U125）－複合文化融合園區（U126）